# ناجد (اسم)
ناجد هو اسم علم مذكر من أصل عربي، ومعناه هو على وزن اسم الفاعل من الفعل نجد، الغالب المعين الواضح الشجاع، ولعل المعاني من كلمة « النجد» وهوالمرتفع من الأرض، وناجد كذلك المنجد المستجيب، مؤنثه ناجدة.

## وصلات خارجية
- موسوعة السلطان قابوس لأسماء العرب